# Grondwerk
Het grondwerk vormt in de bouwnijverheid en grond-, weg- en waterbouw het eerste stadium in een bouwproject. Het bestaat uit het ontgraven en verzetten van grond, het leveren en aanbrengen van grond, grind en zand. Ook het aanbrengen van verhardingen en funderingsmaterialen valt hieronder: alles wat nodig is om een goede ondergrond te verkrijgen.